# T’ae Jong Su
T’ae Jong Su, również Thae Jong Su (kor. 태종수, ur. 20 marca 1936) – północnokoreański polityk, weteran wojny koreańskiej.

## Kariera
T’ae Jong Su urodził się 20 marca 1936 roku w powiecie Myŏnggan w prowincji Hamgyŏng Północny. Absolwent Szkoły Rewolucjonistów w Man’gyŏngdae i Uniwersytetu im. Kim Ir Sena, uczestnik wojny koreańskiej (1950–1953).
Pierwszą istotną funkcją T’ae Jong Su w aparacie władzy KRLD było stanowisko przewodniczącego prowincjonalnego komitetu Partii Pracy Korei w prowincji P’yŏngan Północny w 1970 roku. W 1976 roku mianowany menedżerem zakładów maszynowych w Hŭich’ŏn (prowincja Chagang). Podczas 6. Kongresu Partii Pracy Korei w październiku 1980 roku został wybrany zastępcą członka Komitetu Centralnego PPK. W latach 80. XX wieku pracował także w ministerstwie przemysłu stoczniowego KRLD.
Od sierpnia 2009 do czerwca 2010 szef prowincjonalnego komitetu PPK w prowincji Hamgyŏng Południowy (poprzednik: Hong Sŏng Nam, następca: Kwak Pŏm Gi). Ponownie szefem partii w prowincji Hamgyŏng Południowy został w kwietniu 2012 roku.
Podczas 3. Konferencji Partii Pracy Korei 28 września 2010 roku został wybrany sekretarzem Komitetu Centralnego Partii Pracy Korei, zastępcą członka Biura Politycznego KC, a także po raz pierwszy zasiadł w samym Komitecie Centralnym jako pełnoprawny członek tego gremium.
Po śmierci Kim Dzong Ila w grudniu 2011 roku, T’ae Jong Su znalazł się na bardzo wysokim, 22. miejscu w 233-osobowym Komitecie Żałobnym. Świadczyło to o formalnej i faktycznej przynależności T’ae Jong Su do grona ścisłego kierownictwa politycznego Koreańskiej Republiki Ludowo-Demokratycznej. Według zachodnich specjalistów, miejsca na listach tego typu określały rangę polityka w hierarchii aparatu władzy.

## Odznaczenia
Kawaler Orderu Kim Dzong Ila (luty 2012).